# 弗拉芒布拉班特省
弗拉芒布拉班特省（荷蘭語：Vlaams-Brabant，荷蘭語發音：[ˌvlaːmz ˈbraːbɑnt] ⓘ，法語發音：[bʁabɑ̃ flamɑ̃] ⓘ，德語發音：[ˈflɛːmɪʃ ˈbʁaːbant]），比利時弗拉芒大區中部省份，省会鲁汶，面积2106km²，人口1162084（2021年）。该省通行荷兰语，是弗拉芒社群的一部分；省内部分市镇属于语言便利市镇，为法语使用者提供语言便利。

## 历史
弗拉芒布拉班特省成立于1995年，由原布拉班特省拆分而成，是比利时最年轻的省份之一。

## 行政區劃
弗拉芒布拉班特省下分两个区：哈勒-维尔福德区和魯汶區，共辖有65个市镇。